# تایلر هیرو
تایلر کریستوفر هیرو (به انگلیسی: Tyler Christopher Herro؛ زادهٔ ۲۰ ژانویه ۲۰۰۰) بازیکن حرفه‌ای بسکتبال اهل آمریکا و عضو تیم میامی هیت در اتحادیهٔ ملی بسکتبال (NBA) است. او برای تیم کنتاکی وایلدکتز در بسکتبال دانشگاهی بازی کرد. سپس در راند نخست درفت سال ۲۰۱۹ و به عنوان پیک سیزدهم کل درفت، به میامی پیوست. نام او در تیم دوم آل–روکی ان‌بی‌ای (بازیکنان سال اولی) در سال ۲۰۲۰ قرار گرفت.

## فعالیت دبیرستان
هیرو در میلواکی زاده شد و از دبیرستان ویتنال در گرینفیلد، ویسکانسین فارغ‌التحصیل شد. در فصل بزرگسالان، او با ثبت میانگین ۳۲٫۹ امتیاز، ۷٫۴ ریباند، ۳٫۶ پاس گل و ۳٫۳ توپ‌ربایی در هر بازی در تیم نخست All–State جای گرفت. او همچنین بیش از ۵۰ درصد پرتاب منطقه‌ای و ۴۳٫۵ درصد پرتاب موفق از پشت خط سه امتیازی داشت. وی در دوران دبیرستان بیش از ۲۰۰۰ امتیاز کسب کرد.

## پیشنهادها و تعهد کالج
هیرو در دبیرستان پیشنهاد بورسیهٔ تحصیلی از دانشگاه ویسکانسین-مدیسن، دانشگاه مارکت، دانشگاه دوپال، دانشگاه ایالتی اورگن و دانشگاه ایالتی آریزونا دریافت کرد.
هیرو پس از چند مرتبه بازدید از دانشگاه ویسکانسین-مدیسن، متعهد شد که برای برنامهٔ بسکتبال دانشگاه ویسکانسین بازی کند. تعهد به برنامهٔ دانشگاه ویسکانسین - مدیسون پیش از شروع دورهٔ متوسطه او در سپتامبر ۲۰۱۶ انجام شد. در سال ۲۰۱۷ جان کالیپاری، مربی دانشگاه کنتاکی، به سالن ورزشی دبیرستان ویتنال رفت تا خودش از نزدیک بازی هیرو را ببیند. هیرو سپس در ۱۷ اکتبر ۲۰۱۷ از ویسکانسین متعهد شد. وقتی هیرو دیگر متعهد به بازی برای مدیسون نبود، توسط دانشگاه کانزاس و کنتاکی به خدمت گرفته شد. کالیپاری در ۳۱ اکتبر ۲۰۱۷ به هیرو پیشنهاد بورسیه کرد. سپس هیرو از محوطهٔ دانشگاه کنتاکی بازدید کرد و تصمیم گرفت برای کنتاکی بازی کند. وی در ۱۴ نوامبر ۲۰۱۷ قول‌نامهٔ خود با کنتاکی را امضا کرد.

## فعالیت دانشگاه
هیرو به‌طور متوسط ۱۴٫۰ امتیاز، ۴٫۵ ریباند و ۲٫۵ پاس گل به عنوان تنها بازیکن شروع کنندهٔ تیم در تمام ۳۷ بازی، برای کنتاکی به ثبت رساند. در ۲۷ فوریه ۲۰۱۹، او ۲۹ امتیاز، بیشترین امتیازات کسب شده توسط او در دوران فعالیت‌اش، کسب کرد. ۹ پرتاب از ۱۰ پرتاب منطقه‌ای و تمام ۶ پرتاب آزاد خود را تبدیل به گل کرد تا تیم‌اش را با یک بازگشت، به پیروزی ۷۰–۶۶ برابر آرکانزاس رازوربکس برساند. از دیگر دستاوردهای او در این دوران، قرار گرفتن در تیم نخست دانشجویان تازه وارد (All–Freshman) به انتخاب بسکتبال تایمز و همچنین انتخاب به عنوان بازیکن تازه‌کار سال کنفرانس جنوب شرقی توسط آسوشیتد پرس می‌باشد. در ۱۲ آوریل ۲۰۱۹ نام هیرو برای درفت ان‌بی‌ای در سال ۲۰۱۹ اعلام شد. او از سه سال آخر تحصیل در کالج صرف نظر کرد و یک نماینده به خدمت گرفت. او در بیشتر درفت آزمایشی به عنوان انتخاب میانی دور نخست درفت فهرست شده بود.

## فعالیت حرفه‌ای

### میامی هیت (۲۰۱۹–اکنون)
در ۲۰ ژوئن ۲۰۱۹، هیرو با پیک شمارهٔ ۱۳ در درفت ۲۰۱۹ ان‌بی‌ای، توسط میامی هیت انتخاب شد. در کلاس درفت ان‌بی‌ای، هیرو توسط تازه‌کارهای هم رتبه به عنوان بهترین پرتاب کننده برگزیده شد.
در ۱۰ ژوئیه ۲۰۱۹، میامی هیت اعلام کرد که قرارداد خود با هیرو را امضا کرده‌است. در ۲۳ اکتبر ۲۰۱۹، او نخستین بار در مسابقات NBA حاضر شد، و در بازی نخست که با پیروزی ۱۲۰–۱۰۱ برابر ممفیس گریزلیز همراه بود، شروع به بازی کرد و بازی آغازین فصل را با ۱۴ امتیاز، ۸ ریباند، ۲ توپ‌ربایی و یک پاس منجر به گل به اتمام رساند. در چهارمین بازی خود (و نخستین بازی به عنوان بازیکن شروع–نکرده و ذخیره)، هیرو، در ۲۹ اکتبر در جریان پیروزی ۱۱۲–۹۷ میامی برابر آتلانتا هاوکس ۲۹ امتیاز کسب کرد. هیرو قرار بود در بازی‌های آخر هفتهٔ All Star در سال ۲۰۲۰ در بازی ستارگان در حال رشد بازی کند، اما به دلیل آسیب دیدگی از ناحیهٔ مچ پا از حضور در این بازی انصراف داد. در ۱۲ اوت ۲۰۲۰، او در جریان باخت ۱۱۵–۱۱۶ برابر اوکلاهما سیتی تاندر ۳۰ امتیاز کسب کرد که بالاترین عملکرد ثبت شدهٔ وی در این زمینه بود. هنگامی که هیت، در ۸ سپتامبر ۲۰۲۰، در دور دوم بازی‌های حذفی ان‌بی‌ای ۲۰۲۰ میلواکی باکس را شکست داد، و به بازی پایانی کنفرانس شرق راه یافت، هیرو به نخستین بازیکن متولد دههٔ ۲۰۰۰ تبدیل شد که حضور در فینال‌های کنفرانس ان‌بی‌ای را تجربه کرده‌است. در ۱۵ سپتامبر سال ۲۰۲۰، او توسط ان‌بی‌ای به عنوان یکی از بازیکنان تیم دوم بازیکنان تازه‌کار و سال اولی ان‌بی‌ای در سال ۲۰–۲۰۱۹ معرفی شد.
در بازی ۴ سری فینال کنفرانس شرق ان‌بی‌ای در سال ۲۰۲۰ برابر بوستون، او ۳۷ امتیاز کسب کرد که بالاترین امتیاز کسب شده توسط وی در دوران حرفه‌ای خودش بود و با ثبت این عملکرد در یک بازی حذفی NBA، دومین گلزن برتر زیر ۲۱ سال شد، و تنها مجیک جانسون امتیاز بیشتری کسب کرده‌است.

## آمار و ارقام عملکرد

### کالج
| سال     | تیم    | بازی‌های انجام داده | بازی‌های انجام داده به عنوان بازیکن شروع‌کننده | میانگین دقایق بازی | درصد پرتاب منطقه‌ای٪ | درصد پرتاب منطقه‌ای ۳ امتیازی٪ | درصد پرتاب آزاد٪ | میانگین ریباندها در هر بازی | میانگین پاس‌های منجر به امتیاز در هر بازی | میانگین توپ ربایی‌ها در هر بازی | میانگین بلاک‌ها در هر بازی | میانگین امتیازات در هر بازی |
| ------- | ------ | ------------------ | -------------------------------------------- | ------------------ | ------------------- | ----------------------------- | ---------------- | --------------------------- | ---------------------------------------- | ------------------------------ | ------------------------- | --------------------------- |
| ۱۹–۲۰۱۸ | کنتاکی | ۳۷                 | ۳۷                                           | ۳۲٫۶               | ۴۶۲.                | ۳۵۵.                          | ۹۳۵.             | ۴٫۵                         | ۲٫۵                                      | ۱٫۱                            | ۳.                        | ۱۴٫۰                        |

### ان‌بی‌ای
| سال            | تیم            | بازی‌های انجام داده | بازی‌های انجام داده به عنوان بازیکن شروع‌کننده | میانگین دقایق بازی | درصد پرتاب منطقه‌ای٪ | درصد پرتاب منطقه‌ای ۳ امتیازی٪ | درصد پرتاب آزاد٪ | میانگین ریباندها در هر بازی | میانگین پاس‌های منجر به امتیاز در هر بازی | میانگین توپ ربایی‌ها در هر بازی | میانگین بلاک‌ها در هر بازی | میانگین امتیازات در هر بازی |
| -------------- | -------------- | ------------------ | -------------------------------------------- | ------------------ | ------------------- | ----------------------------- | ---------------- | --------------------------- | ---------------------------------------- | ------------------------------ | ------------------------- | --------------------------- |
| ۲۰–۲۰۱۹        | میامی          | ۵۵                 | ۸                                            | ۲۷٫۴               | ۴۲۸.                | ۳۸۹.                          | ۸۷۰.             | ۴٫۱                         | ۲٫۲                                      | ۶.                             | ۲.                        | ۱۳٫۵                        |
| میانگین عملکرد | میانگین عملکرد | ۵۵                 | ۸                                            | ۲۷٫۴               | ۴۲۸.                | ۳۸۹.                          | ۸۷۰.             | ۴٫۱                         | ۲٫۲                                      | ۶.                             | ۲.                        | ۱۳٫۵                        |

## زندگی شخصی
هیرو دو برادر کوچک‌تر به نام‌های اوستین و میلس دارد (اوستین از این دو بزرگ‌تر است) که هر دو بسکتبال بازی می‌کنند. والدین وی جنیفر و کریستوفر هیرو هستند.